# Bexhill-on-Sea
Bexhill-on-Sea (colocvial Bexhill) este un oraș și o stațiune turistică la Marea Mânecii, situat în comitatul East Sussex, regiunea South East, Anglia. Orașul se află în districtul Rother a cărui reședință este. 